# وذمة شحمية

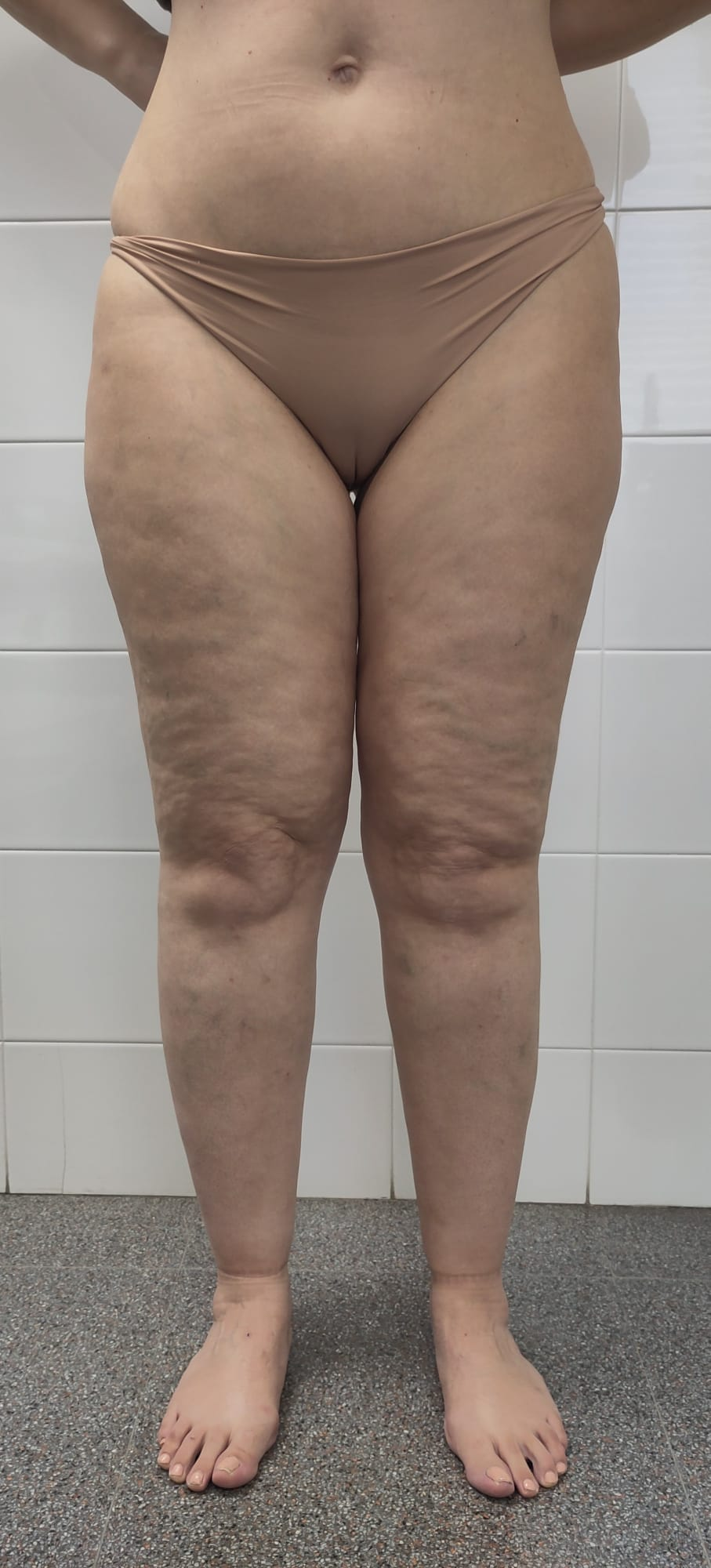

الوذمة الشحمية أو الأوذيما الشحمية أو الألم الشحمي أو شُحام مُؤلِم أو داء ديركُم أو داء التكتُّل الشحمي المؤلم أو شَحَامَةٌ مُؤلِمَة أو تضخم شحمي مؤلم (بالإنجليزية: Lipedema)‏ هو اضطراب يتمثل في تضخم كلا الساقين بسبب ترسب الدهون تحت الجلد. وعادة ما يزداد سوءا بمرور الوقت، وقد يصاحبه وجود الألم، ويصاب فيه الأشخاص بالرضة بسهولة.
لا يزال السبب غير معروف ولكن يُعتقد أنه ينطوي على علم الوراثة والعوامل الهرمونية. وغالبا ما يسري في الأسر. وتشمل عوامل الخطر زيادة الوزن أو السمنة. وتشمل الحالات الأخرى التي قد تظهر على نحو مماثل كل من السمنة، التضخم الشحمي، القصور الوريدي المزمن، الوذمة اللمفية.